# Darius Kilgo
Darius Kilgo (Matthews, 6 novembre 1991) è un giocatore di football americano statunitense che milita nel ruolo di nose tackle per i Detroit Lions della National Football League (NFL).

## Biografia

### Denver Broncos
Dopo avere giocato al college a football a Maryland, Kilgo fu scelto nel corso del sesto giro (203º assoluto) del Draft NFL 2015 dai Denver Broncos. Debuttò come professionista subentrando nella gara del primo turno contro i Baltimore Ravens in cui mise a segno 2 tackle. La sua stagione da rookie si concluse con 6 tackle in 9 presenze, vincendo il Super Bowl 50 contro i Carolina Panthers.

## Palmarès

### Franchigia
- Super Bowl : 1

Denver Broncos: 50
- American Football Conference Championship: 1

Denver Broncos: 2015

## Statistiche
| Partite totali      | 9 |
| Partite da titolare | 0 |
| Tackle              | 6 |
| Sack                | 0 |
| Intercetti          | 0 |

Statistiche aggiornate alla stagione 2015